# Пинедо, Йост

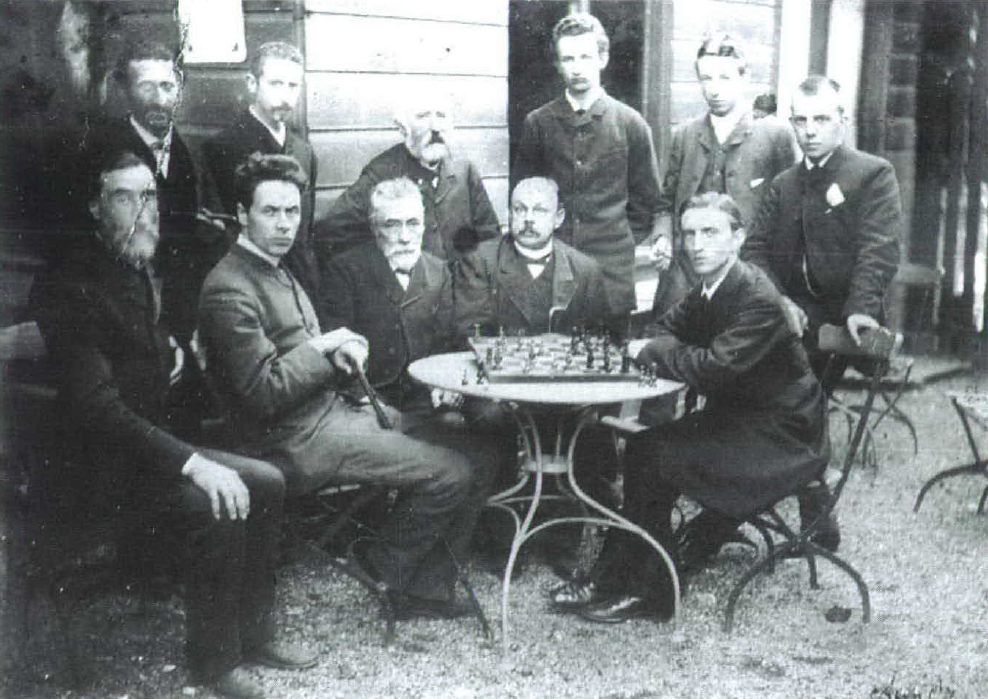
15-й турнир Нидерландского шахматного союза (1887 г.). Сидят (слева направо): Й. Пинедо, Р. Ломан, Тинхолт, Коте, Д. ван Форест. Стоят (слева направо): Л. Бенима, Сюлцхолц, Верарт, Й. Треслинг, А. Олланд, А. ван Форест

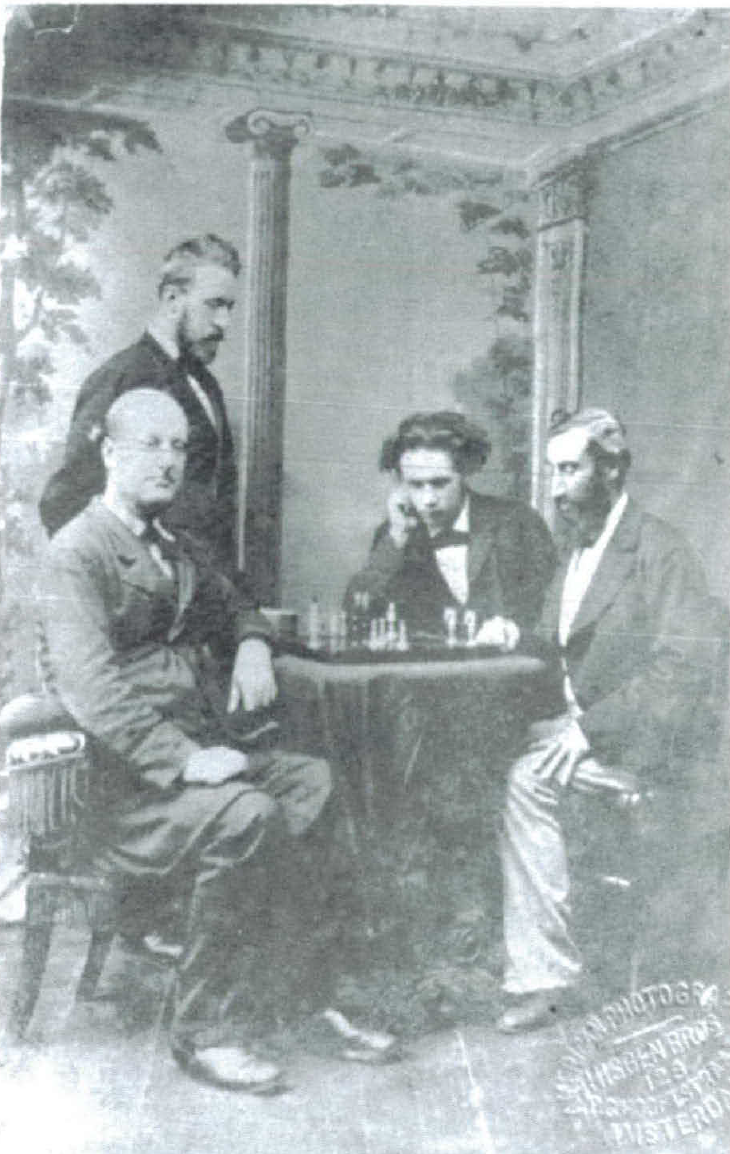
Визит Г. Берда в Амстердам (1890 г.). Сидят (слева направо): Г. Берд, Р. Ломан и Й. Пинедо. Стоит Г. Мор

Йост Пинедо (нидерл. Joost Pinedo, 1835—1890) — нидерландский шахматист, шахматный журналист и издатель.
Состоял в Амстердамском шахматном союзе, был активным деятелем Нидерландского шахматного союза.
Прославился как игрок вслепую. Его предшественниками в Нидерландах были Р. Херен (из клуба «Strijdt met Beleid» в Неймегене), Т. Верндлей (из клуба «Pallas» в Девентере) и В. Вербек (из клуба «Sissa» в Вейк-бей-Дюрстеде). В 1861 г. провел первый в истории нидерландских шахмат сеанс одновременной игры вслепую на 6 или 10 досках (в разных источниках данные различаются).
Пинедо сыграл серию показательных партий с А. Андерсеном, участвовал в конгрессе одного из региональных шахматных союзов Германии (1865 г.), нескольких турнирах Нидерландского шахматного союза (1878 и 1887 гг.), побочном соревновании турнира в Амстердаме (1889 г.).
В 1885—1887 гг. издавал журнал «Morphy» (название было дано в честь знаменитого американского шахматиста П. Морфи). Журнал был основным печатным органом Нидерландского шахматного союза и существовал в основном на субсидии со стороны организации.

## Основные спортивные результаты
| Год  | Город       | Соревнование                                   | + | − | = | Результат | Место |
| ---- | ----------- | ---------------------------------------------- | - | - | - | --------- | ----- |
| 1861 | Амстердам   | Серия показательных партий с А. Андерсеном     | 0 | 3 | 0 | 0 : 3     |       |
| 1865 | Эльберфельд | V Конгресс Западногерманского шахматного союза |   |   |   |           | [ 4 ] |
| 1878 | Амстердам   | 6-й турнир Нидерландского шахматного союза     |   |   |   |           | [ 5 ] |
| 1887 | Амстердам   | 15-й турнир Нидерландского шахматного союза    | 3 | 4 | 2 | 4 из 9    | 6—7   |
| 1889 | Амстердам   | Международный турнир (побочный турнир)         |   |   |   |           |       |